# Jade Jonesová
Jade Louise Jonesová (* 21. března 1993 Bodelwyddan) je velšská taekwondistka, dvojnásobná olympijská vítězka ve váhové kategorii do 57 kg.
Taekwondu se věnuje od osmi let, od šestnácti let je profesionální sportovkyní. Připravuje se v GB Academy pod vedením trenéra Paula Greena.
Jako sedmnáctiletá zvítězila na Letních olympijských hrách mládeže 2010. V roce 2012 získala na domácích hrách v Londýně pro Velkou Británii historicky první zlatou olympijskou medaili v taekwondu. Zvítězila také na Evropských hrách 2015 a na LOH 2016 v Rio de Janeiru olympijské vítězství obhájila. Vyhrála i mistrovství Evropy v taekwondu v letech 2016 a 2018 a mistrovství světa v taekwondu 2019. Je šestinásobnou vítězkou Grand Prix v taekwondu.
Je držitelkou Řádu britského impéria a v letech 2012 a 2016 byla zvolena velšskou sportovkyní roku.